# Cascade (Montana)
Cascade é uma vila  localizada no estado americano de Montana, no Condado de Cascade.

## Demografia
Segundo o censo americano de 2000, a sua população era de 819 habitantes.
Em 2006, foi estimada uma população de 789, um decréscimo de 30 (-3.7%).

## Geografia
De acordo com o United States Census Bureau tem uma área de
1,4 km², dos quais 1,4 km² cobertos por terra e 0,0 km² cobertos por água. Cascade localiza-se a aproximadamente 1033 m acima do nível do mar.

## Localidades na vizinhança
O diagrama seguinte representa as localidades num raio de 36 km ao redor de Cascade.